# Tibberton (Gloucestershire)
Tibberton è un villaggio e parrocchia civile dell'Inghilterra, appartenente alla contea del Gloucestershire.